# Bandera del Caquetá
La bandera de Caquetá es el principal símbolo oficial del departamento colombiano del Caquetá.

## Disposición y significado de los colores
La bandera está compuesta por siete franjas horizontales de colores blanco y verde de forma alternada y 16 estrellas que representan los municipios que componen al departamento. Los colores poseen los siguientes significados:
- El verde representa la riqueza forestal del departamento y la esperanza de sus habitantes en el futuro.

- El blanco es el símbolo de la claridad matutina, promesa del sol y calor y emblema de la paz.

- Las estrellas significan los municipios del departamento del Caquetá.